# Гетманская улица (Мелитополь)
Гетманская улица (укр. Гетьманська вулиця, в 1890—1921 гг. — Бульварная, 1921—2016 гг. — Ленина) — улица в Мелитополе. Состоит из трёх несвязанных между собой участков, лежащих на одной прямой. На участке от улицы Александра Невского до улицы Героев Украины по Гетманской улице проходит автодорога М-14 Одесса — Мелитополь — Новоазовск.

## История

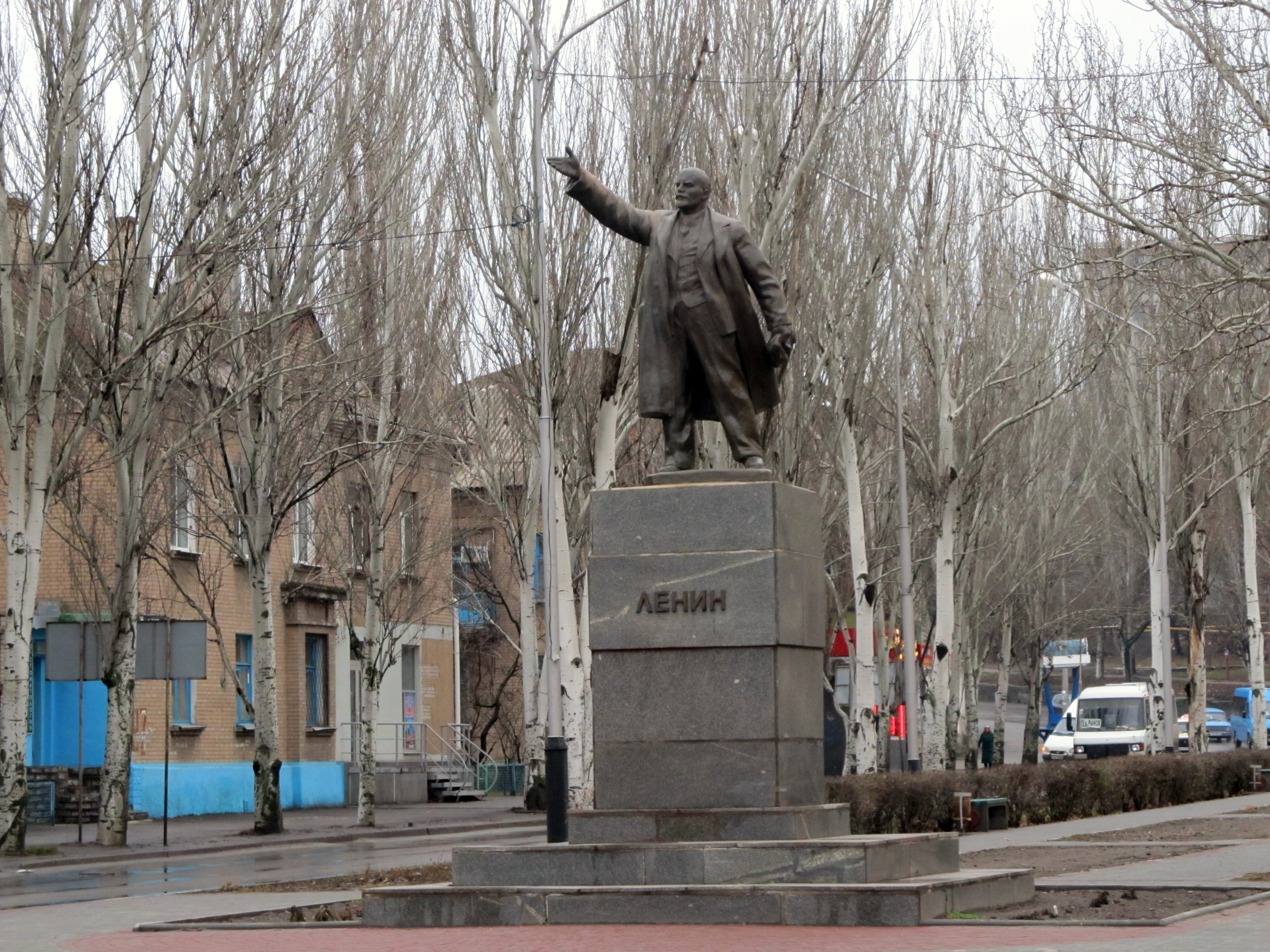
Памятник Ленину, демонтированный 5 июня 2015 г.

Начало XX века. Дом И. В. Юрицына

Начало улицы входило в дореволюционный Мелитополь и называлось Бульварной улицей. Первое известное упоминание датируется 1890 годом. После смерти председателя Мелитопольской уездной земской управы Н. В. Гофмана городская дума 24 ноября 1892 переименовала Бульварную улицу в Гофмановскую. Сведений об отмене этого решения не выявлено, но в силу оно так и не вступило, и в последующих документах улица продолжала именоваться Бульварной. 25 октября 1921 года она была переименована в улицу Ленина. В. И. Ленин в тот момент был ещё жив, и умер только 2 года спустя, 21 января 1924 года.
Конец нынешней Гетманской улицы входил в село Новый Мелитополь, к которому в то время относилась территория между проспектом Богдана Хмельницкого и железной дорогой.
В 1924 и 1928 годах улица упоминалась как Центральная улица (или Центральная Новый Мелитополь), а в июне — сентябре 1925 года как улица Красная Звезда.
17 июня 1929 года улица Ленина, улица Балобанова и Центральная улица были объединены, и так была создана улица Ленина (Гетманская) с её современной протяжённостью. Позже в двух местах улица была прервана: создание площади Победы преградило улицу Ленина на участке от улицы Чернышевского до улицы Бейбулатова, а компрессорный завод «Мелком» прервал улицу на 60-метровом участке между улицей Воинов-Интернационалистов и Университетским переулком.
18 августа 1966 горисполком переименовал участок улицы Ленина от начала до Старогородской улицы (вероятно, до нынешнего перекрёстка с улицей Дмитрия Донцова) в Старогодской переулок, но 15 сентября 1966 года отменил своё решение о переименовании.
21 марта 2016 года распоряжением № 115 главы Запорожской ОГА улица Ленина получила новое название — Гетманская улица.

## Объекты
Улица начинается тупиком неподалёку от Молочной реки, проходит между частным сектором и предприятием «Рефма», и далее через исторический центр Мелитополя. Пересекается с улицами Дмитрия Донцова, Александра Невского, Михаила Грушевского и Героев Украины. На участке от улицы Михаила Грушевского до улицы Героев Украины Гетманская улица представляет собой бульвар, со сквером посередине. От перекрёстка с улицей Героев Украины до улицы Чернышевского Гетманская улица пешеходная, а далее переходит в Парковую улицу, ведущую вверх по лестнице к площади Победы. На участке Гетманской улицы от начала до площади Победы расположены трикотажная фабрика «Надежда», городское управление МВД, школа № 25 с углублённым изучением иностранных языков, супермаркет «Фуршет» и Мелитопольский педагогический университет.
Второй участок Гетманской улицы идёт от улицы Бейбулатова до улицы Воинов-Интернационалистов, проходя между жилмассивом и частным сектором, и заканчивается у завода «Мелком».
Третий участок улицы идёт от завода «Мелком» до железной дороги, проходя между заводом и частным сектором. Единственный въезд на этот участок — Университетский переулок, ведущий к Университетской улице.

## Интересные факты
- В разное время имя Ленина носили как минимум 5 улиц и 13 переулков Мелитополя. Одним только постановлением 17 июня 1929 шести переулкам Ленина были присвоены новые названия, чтобы избежать путаницы[1].